# 赤座永兼
赤座 永兼（あかざ ながかね）は、戦国時代から安土桃山時代にかけての武将。織田氏の家臣。

## 生涯
父は赤座筑後守ともいうが定かでない。時期は不明ながら美濃国に赴き斎藤道三に仕える。土岐氏に仕官していた時期もあるという。別説に越前から尾張国赤座氏の養子となり織田信安の娘を正室として娶るともいい、前半生の経歴は判然としない。赤座氏は遠江国にも存在し、混同の可能性もある。
弘治2年（1556年）の道三死後は後継者となった斎藤義龍に従わず、弟の桑原助六郎と共に織田信長に仕えた。 
永禄12年（1569年）1月に本圀寺に三好三人衆、斎藤龍興らが足利義昭を攻めた際には3日夜半高槻城から駆けつけ門前の四辻を固めて防戦した。この功で故地越前に所領を与えられ、馬廻に列した。
天正元年（1573年）8月、朝倉攻めに従軍する。
天正3年（1575年）11月、織田信忠の家督相続に伴い他の美濃衆と共に信忠に属した。
天正7年（1577年）7月19日、信長の指示を受け、織田大炊助・前田玄以と共に安土移住の命に背いた井戸才介を上意討ちにしている。
天正10年（1582年）2月、武田攻めにも信忠麾下で加わり、4月3日信忠の命で 津田元嘉・長谷川嘉竹・関成重と共に六角一族佐々木次郎を匿った恵林寺僧衆御成敗奉行に任じられ、同寺の焼き討ちを実行した。
同年6月、信忠に従い上洛。
同月2日、本能寺の変において二条新御所内で、朝倉旧臣の山崎長徳と戦い深手を負わせたものの討ち取られた。永兼は勇士として名高く、明智光秀は山崎の功を「二条の戦い足下の功第一」と激賞し、越前一国を与えることを約束したという。
また、茶の湯にも造詣が深く、天正3年5月13日の津田宗及の茶会出席者に赤座七郎右衛門入道紹意の名がある。茶会に出席していることから織田家中での地位は決して低くなかったようで、 山鹿素行『武家事紀』巻第十三織田家臣の巻にも単独での記載がある。